# Övre Soppero
Övre Soppero est une localité de la commune de Kiruna dans le comté de Norrbotten en Suède.

## Démographie
Sa population était de 172 habitants en 2020.